# 潤徳女子高等学校
潤徳女子高等学校（じゅんとくじょしこうとうがっこう）は、東京都足立区千住にある私立の女子高等学校。

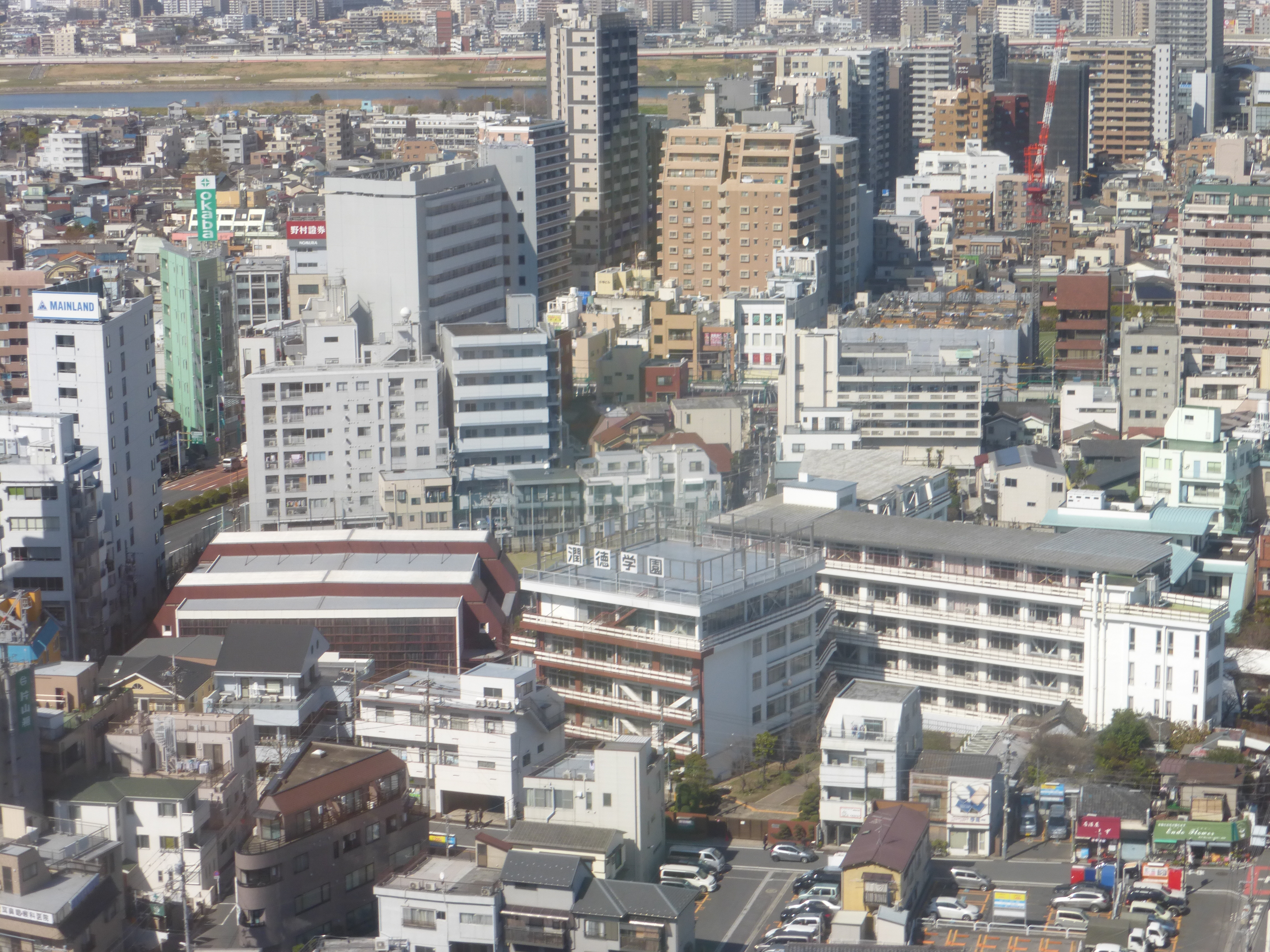
空から見えた潤徳女子高等学校

創立者は堀内亮一。校長は橋本勝衛。

## 概要
校名は、四書五経の一つである『大学』より、「富は屋を潤し、徳は身を潤す（富を得れば家に潤いが出て、徳を積めば自分自身の心を潤す）」の一節にちなむ。
普通科コース設置校で進学、特進、美術の3コースが設置されている。美術コースでは最難関の東京藝術大学や、難関の私立美術大学への合格者を毎年輩出している。

## 沿革
- 1924年（大正13年）2月13日 - 千住町の開業医であった堀内亮一氏ら有志によって潤徳高等女学校を創立
- 1924年（大正13年）3月 - 初代校長に牧野菊之助が就任
- 1924年（大正13年）4月 - 開校
- 1947年（昭和22年）3月 - 学制改革により潤徳女子中学校を設立
- 1948年（昭和23年）3月 - 学制改革により潤徳高等女学校を潤徳女子高等学校に改称
- 1954年（昭和29年）4月 - 高等学校に商業科を設置
- 1964年（昭和39年）4月 - 山梨県清里に学園清里寮（学生宿泊施設）設置
- 1974年（昭和49年）4月 - 創立50周年記念式典挙行　体育館竣工
- 1988年（昭和63年）9月 - ニュージーランドのダイオセサン女子校と姉妹校提携
- 1992年（平成4年）- コース制導入
- 1994年（平成6年）6月 - 新清里寮竣工
- 1994年（平成6年）9月 - アメリカの3大学（西イリノイ大学、ドーン大学、パインメナー大学）と姉妹校提携
- 2001年（平成13年）4月 - 普通科に福祉・教養コース設置
- 2003年（平成15年）- 中学校の生徒募集停止
- 2005年（平成17年）- 中学校休校
- 2018年（平成30年）- 高等学校商業科募集停止
- 2020年（令和2年）4月 - コース名を「進学」「特進」「美術」に変更
- 2021年（令和3年）2月 - 高等学校商業科廃止[1]
- 2024年（令和6年）2月 - 学園創立100周年を迎える

## 教育目標
以下の４つを掲げている。
- 基礎学力の充実をはかり、創造力に富んだ個性を伸ばす
- 社会性、科学性に満ち、かつ情緒豊かな人間性を育成する
- 健康な精神を養い、体力の向上をめざす
- 自主的精神を養い、個人と社会の利益・幸福のために行動実践できる人間を育成する

また、生徒の実践目標として次の「三つの心」を掲げている。
- 美しい愛の心
- たすけ合う心
- たえず向上する心

## 教育の特色
本校は、生徒に身につけさせるべき学力は「生きて働く力となる学力」であると認識し「理解し、作業し、工夫し、発表する」学ぶ行為を育成することに全力を注いでいる。
教育課程は、普通科として特進コース・進学コース・美術コースの3コースの課程を設けており、生徒個々の進路希望を実現すべく多様な科目選択ができるよう編成している。
どのコースでも、高校1年生から、各コース特色のあるカリキュラムでの学習が始まり、基礎学力の養成を大きな目標としている。高校2年生からは学力の伸長と共に進路希望に適した学習の充実が図れるよう、独自の科目設定を行い、指導内容の精選と共に本校独自の教材作成など授業を工夫し、学力向上に大きな成果を収めている。
美術コースの生徒は通称「ウル美」と呼ばれる潤徳オンライン美大受験対策講座の受講が可能となっており、放課後に美術予備校のオンライン授業が安価で受講できる。全コースの生徒を対象にした放課後学習プログラム「トモノカイ」では、現役の女子大学生・大学院生がメンター（指導員）となって放課後の自習をサポートするなどユニークな取り組みを行っている。

## 制服
- 冬服 - ブレザー
- 夏服 - ベスト ※ニットベストや長袖ブラウスも可

ジャケットの襟部分に施された「Juntoku Girls’」の刺繍と、えんじ色のネクタイ・リボンがポイントとなっている。ブラウスは白・ピンク・ブルーの3色から選べる。スカートもグレー・赤のチェック柄を選ぶことができ、自分の好みで多彩なコーディネートができる。

## 学校生活

### 部活動
運動部
- 剣道部
- バドミントン部
- ダンス部
- テニス部
- バスケットボール部
- バレーボール部

文化部
- 吹奏楽部
- 軽音楽部
- 合唱部
- 琴部
- コンピュータ部
- 茶道部
- 写真部
- 手話研究部
- 書道部
- 演劇部
- 調理部
- 童話研究部
- 美術部
- 漫画研究部
- 工芸部
- アロマテラピー部

同好会・クラブ
- インターアクトクラブ
- 映画研究同好会
- 非科学研究同好会

### 委員会活動
- 生徒評議会
- 運営委員会
- 学級委員会
- 風紀委員会
- 美化委員会
- 広報委員会
- 体育委員会
- 文化委員会
- 放送委員会
- 選挙管理委員会
- 図書委員会

## 学校行事
- 4月 入学式・始業式
- 5月 中間試験・潤徳会総会
- 6月 うるおい祭（文化祭）クラブ部門
- 7月 期末試験・終業式
- 8月 始業式
- 9月 美術コース卒業制作展・うるおい祭（文化祭）クラス部門
- 10月 体育祭・中間試験
- 12月 期末試験・終業式
- 1月 始業式
- 2月 学年末試験
- 3月 卒業式・修学旅行（2学年）・終業式

## 主な関係者

### 教職員
- 小川幸代 - 国文学者、元非常勤講師

### 出身者
- 大原麗子 - 女優(中学校)
- 鳥居恵子 - 女優
- いがらしゆみこ - 漫画家
- 平岡麻美 - 柔道家

## 海外姉妹提携校
- ダイオセサン女子校（Diocesan School for Girls）
- 西イリノイ大学（Western Illinois University）
- ドーン大学（Doane College）
- パインメナー大学（Pine Manor College）

## 交通
- 北千住駅（徒歩5分）
  - 東日本旅客鉄道 ： 常磐快速線 / 常磐緩行線
  - 東京メトロ ： 千代田線 / 日比谷線
  - 東武鉄道 ： 東武伊勢崎線
  - 首都圏新都市鉄道 ： つくばエクスプレス
- 千住大橋駅（徒歩10分）
  - 京成電鉄 ： 京成本線